# Scoliaxon
Scoliaxon es un género de plantas fanerógamas de la familia Brassicaceae. Comprende una especie.

## Especies seleccionadas
| - Scoliaxon mexicanus Payson |

- Datos: Q9075214
- Especies: Scoliaxon